# Probacija
Probacija je u pravu postupak nadzora nad ponašanjem osoba koje su u riziku nakon izricanja neke kaznene mjere ili izlaska iz institucije zatvorenog tipa. 
Posebno se prakticira u radu s maloljetnim delinkventima u čemu sudjeluju centri za socijalni rad u suradnji s drugim relevantnim institucijama i udrugama, ili s obitelji ako je ona u stanju da se u ovaj proces uključi.
To je uvjetovana i nadzirana sloboda počinitelja kaznenog djela tijekom koje službenici probacije provode nadzor i stručnim postupcima utječu na rizične čimbenike kod počinitelja kaznenog djela s ciljem resocijalizacije i reintegracije počinitelja u zajednicu.  Probacijska služba ne izriče ni ne mijenja izrečene mjere, obaveze i sankcije već ih isključivo izvršava na temelju pravomoćnih presuda ili rješenja državnog odvjetnika, suda ili suca izvršitelja.